# Elecciones parlamentarias de Micronesia de 2021

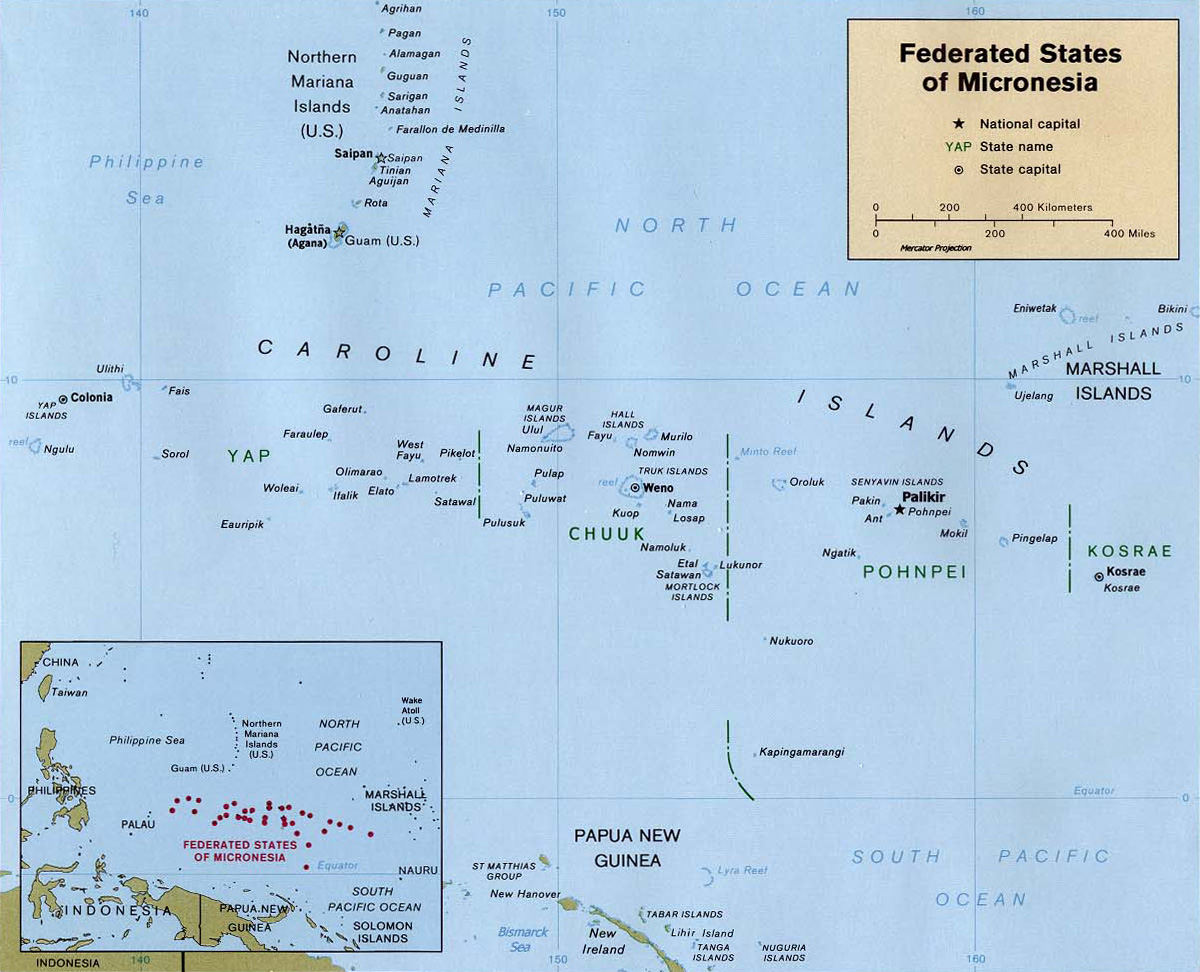
Mapa de los Estados Federados de Micronesia

Bandera de los Estados Federados de Micronesia

Las elecciones parlamentarias se celebraron en los Estados Federados de Micronesia el 2 de marzo de 2021, para elegir a diez de los catorce escaños del Congreso de Micronesia por un período de dos años. No hay partidos políticos y todos los candidatos se presentaron como independientes.

## Sistema electoral
Los 14 miembros del Congreso fueron elegidos por dos métodos; diez son elegidos en circunscripciones de un solo miembro por mayoría simple por un período de dos años. Cuatro eran senadores generales, con uno elegido por cada estado por un período de cuatro años. Después de las elecciones, el presidente y el vicepresidente son elegidos por el Congreso, y solo los cuatro senadores generales pueden ser candidatos.

## Resultados
| Estado                                           | Distrito             | Candidato                 | Votos | Notas                   |
| ------------------------------------------------ | -------------------- | ------------------------- | ----- | ----------------------- |
| Chuuk                                            | Distrito electoral 1 | Florencio Singkoro Harper | 2,181 | Reelegido sin oposición |
| Chuuk                                            | Distrito electoral 2 | Victory Gouland           | 3,162 | Reelegido               |
| Chuuk                                            | Distrito electoral 2 | Johnson Elimo             | 1,099 |                         |
| Chuuk                                            | Distrito electoral 3 | Derensio Konman           | 4,419 | Reelegido sin oposición |
| Chuuk                                            | Distrito electoral 4 | Tiwiter Aritos            | 4,053 | Reelegido sin oposición |
| Chuuk                                            | Distrito electoral 5 | Robson Urak Romlow        | 1,318 | Reelegido               |
| Chuuk                                            | Distrito electoral 5 | Ruphin Micky              | 712   |                         |
| Kosrae                                           | Distrito electoral   | Paliknoa Welly            | 1,916 | Reelegido               |
| Kosrae                                           | Distrito electoral   | Johnson Asher             | 1,335 |                         |
| Pohnpei                                          | Distrito electoral 1 | Ferny Perman              | 2,244 | Reelegido               |
| Pohnpei                                          | Distrito electoral 1 | Ausen Lambert             | 2,127 |                         |
| Pohnpei                                          | Distrito electoral 2 | Dion Neth                 | 1,954 | Reelegido               |
| Pohnpei                                          | Distrito electoral 2 | Quincy Lawrence           | 1,601 |                         |
| Pohnpei                                          | Distrito electoral 2 | Berney Martin             | 932   |                         |
| Pohnpei                                          | Distrito electoral 3 | Esmond Moses              | 1,697 | Reelegido               |
| Pohnpei                                          | Distrito electoral 3 | Erik Paul                 | 1,291 |                         |
| Pohnpei                                          | Distrito electoral 3 | Jose Joab                 | 490   |                         |
| Pohnpei                                          | Distrito electoral 3 | Marstella Jack            | 331   |                         |
| Yap                                              | Distrito electoral   | Isaac Figir               | 2,314 | Reelegido sin oposición |
| Fuente: Office of the National Election Director |                      |                           |       |                         |